# Pax Chazarica
Pax Chazarica, Hazarski mir, je utečeno latinsko ime za zgodovinsko obdobje približno od leta 700 do 950, v katerem je Hazarski kaganat obvladoval Pontske stepe in Kavkaz. Hazari so v tem obdobju obvladovali vse vitalne transevrazijske  trgovske poti in s tem olajšali potovanje in trgovanje med Evropo in Azijo. Vodilni trgovci so bili radaniti in zgodnji Rusi.
Tvorec izraza Pax Chazarica ni poznan, uporabljal pa se je že v 19. stoletju.